# Numedalslågen
Il Numedalslågen è un fiume della Norvegia meridionale, che scorre tra le contee di Vestfold, Buskerud e Vestland.